# 10K (разрешение)
10K — обозначение разрешающей способности в цифровом кинематографе и компьютерной графике, приблизительно соответствующее 10000 пикселей по горизонтали. Разрешение UltraWide 10K было добавлено в HDMI 2.1. Ожидается, что это разрешение будет использоваться в компьютерных мониторах и на текущий момент не является стандартным форматом в цифровом телевидении и цифровой кинематографии, которые имеют разрешение 4K и разрешение 8K. UW10K рассматривается как преемник мониторов с соотношением сторон видео ≈21:9.

Размеры кадра с разрешениями 8K UHD, 4K UHD, FHD и SD при одинаковом размере пикселя

Размеры кадра с разрешениями 12K, UHD, 4K UHD, FHD и SD при одинаковом размере пикселя

## История
4 января 2017 года официально был анонсирован HDMI 2.1, и спецификацию изначально планировалась выпустить во втором квартале 2017 года, но позже она была отложена до 28 ноября 2017 года. HDMI 2.1 добавила поддержку более высоких разрешений и более высоких частот обновления, которая включает в себя 4K/120 Гц, 8K/120 Гц и UW10K/120 Гц. HDMI 2.1 определил новый кабель с пропускной способностью 48 Гбит/с, который поддерживает разрешение до UW10K и использует DSC 1.2 для видео с разрешением более 8K с поддискретизацией цветности YCBCR 4:2:0.
10K UW10K имеет разрешение 10240×4320 (соотношение 64:27, маркетинговое название ≈21:9), 10K UHD с разрешением 10240×5760 и соотношением сторон 16:9 на данный момент технически никем не демонстрировался.

## Разрешение
| Разрешение   | соотношение сторон | Кол-во мегапикселей | Особенности                 |
| 7680 × 4320  | 16:9               | 33,2 мегапикселя    | UHDTV МСЭ-Р                 |
| 8192 × 4096  | 2:1                | 32,7 мегапикселя    | UHDTV МСЭ-Р                 |
| 10000 × 3600 | 25:9               | 36 мегапикселей     |                             |
| 10240 × 4320 | 21:9               | 44,2 мегапикселя    | Стандарт UltraWide HDMI 2.1 |
| 10240 × 5760 | 16:9               | 58,9 мегапикселя    | -                           |

Разрешение 10K превосходит другой стандарт — 5K — приблизительно вдвое по каждой стороне кадра, а разрешение 2560x1080 — приблизительно в 4 раза по каждой стороне кадра.
UW10K можно представить как UltraWideHD формата 2560x1080 соотношения сторон видео 21:9, объединённый 4 раза по вертикали и горизонтали. Пример:
- Ширина: 2560 × 4 = 10240
- Высота: 1080 × 4 = 4320

| 10K UHD (10240 × 4320 = 44 236 800 пикселей) | 10K UHD (10240 × 4320 = 44 236 800 пикселей) | 10K UHD (10240 × 4320 = 44 236 800 пикселей) | 10K UHD (10240 × 4320 = 44 236 800 пикселей) |
| -------------------------------------------- | -------------------------------------------- | -------------------------------------------- | -------------------------------------------- |
| 1080p (2560×1080)                            | 1080p (2560×1080)                            | 1080p (2560×1080)                            | 1080p (2560×1080)                            |
| 1080p (2560×1080)                            | 1080p (2560×1080)                            | 1080p (2560×1080)                            | 1080p (2560×1080)                            |
| 1080p (2560×1080)                            | 1080p (2560×1080)                            | 1080p (2560×1080)                            | 1080p (2560×1080)                            |
| 1080p (2560×1080)                            | 1080p (2560×1080)                            | 1080p (2560×1080)                            | 1080p (2560×1080)                            |

## Устройства

### Телевизоры
5 июня 2015 года китайский производитель BOE показал демонстрационный дисплей UW10K с разрешением 10240 × 4320 и соотношением сторон 21:9.

## Интерфейсы

### HDMI

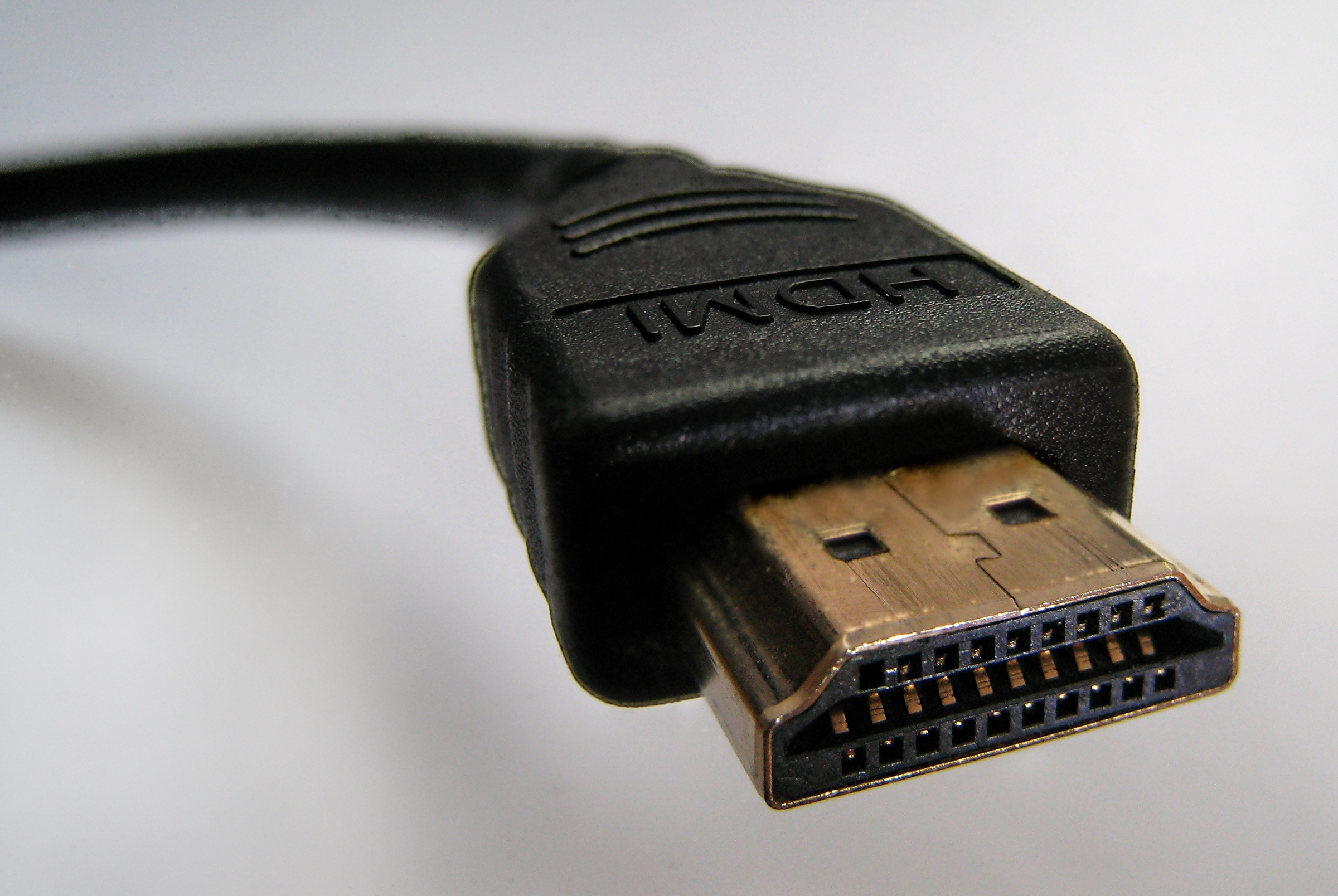
HDMI connector-male 2 sharp PNr°0059

#### HDMI 2.1
Для передачи сигналов разрабатывается интерфейс HDMI 2.1 с пропускной способностью до 48 Гбит/с. Среди функциональных возможностей интерфейса для передачи видео и аудио имеются следующие характеристики:
- Поддержка широкоэкранного «кинотеатрального» соотношения сторон видео 21:9;
- Поддержка Рекомендации МСЭ-Р BT.2020 с глубиной цвета 10 или более бит с поддержкой HDR;
- технология VRR синхронизирует частоту обновления экрана с кадровой частотой;
- Видеоформаты, определённые в рекомендации и поддерживаемые в спецификации HDMI 2.1:
  - Несжатый поток цифровых видеоданных может иметь формат вплоть до:
    - 4K50/60 Hz
    - 4K100/120 Hz
    - 5K50/60 Hz
    - 5K100/120 Hz
    - 8K30Hz

  - В условиях принудительного сжатия цифровых видеоданных может иметь формат вплоть до:
    - 8K50/60 Hz
    - 8K100/120 Hz
    - 10K50/60 Hz
    - 10K100/120 Hz
- Передача до 32 аудиоканалов;
- Частота дискретизации звука до 1536 кГц для достижения высочайшего качества;
- Динамическая синхронизация видео и аудио потоков;
- Одновременная передача двух видеопотоков для нескольких пользователей на одном экране;
- Одновременная передача многопотокового аудио нескольким пользователям (до 4);
- поддерживает цветовые пространства BT.2020 с 10-, 12- и 16-битной цветовой разрядностью;

HDMI 2.1 не определяет новые кабели или новые разъёмы. Текущие высокоскоростные кабели (2-я категория кабеля) имеют достаточную пропускную способность;